# SubUrbia
Pour les articles homonymes, voir Suburbia.
Pour plus de détails, voir Fiche technique et Distribution.
SubUrbia est un film américain réalisé par Richard Linklater et sorti en 1996. C'est l'adaptation de la pièce de théâtre du même nom d'Eric Bogosian, qui signe lui-même le scénario. Le film suit les relations entre quelques jeunes adultes alors qu'ils passent leur temps debout au coin d'une rue devant l'épicerie locale.

## Synopsis
Après trois ans de lycée dans la ville de Burnfield, quatre amis ont pris l'habitude de traîner quotidiennement près de la benne à ordures d'une épicerie. Ils passent principalement leur temps à boire et à se moquer du couples de propriétaires étrangers du magasin, Nazeer et Pakeesa. L'un des quatre amis, Jeff, est un homme sans but à l'avenir incertain depuis qu'il a abandonné ses études. Jeff sort avec Sooze, une étudiante du collège communautaire local qui envisage de quitter Burnfield pour étudier les arts visuels à New York. Les meilleurs amis de Jeff sont Buff et Tim. Tim, récemment déchargé de l'Air Force, a sombré dans l'alcoolisme. Ce soir, il y a également, Bee-Bee, une amie de Sooze, elle aussi qui tente de soigner son addiction à l'alcool.
Ce soir-là, le groupe attend la visite d'un autre ami de lycée, Neil "Pony" Moynihan. Ce dernier est le chanteur de Dreamgirl, un groupe de rock prometteur qui effectue une tournée en première partie d'un grand groupe de rock. Dreamgirl s'est produit à Austin ce soir-là, mais le groupe d'amis n'avait pas les moyens d'acheter des billets. Pony arrive avec Erica, la publiciste de Dreamgirl. Erica révèle à quel point Pony était excité à l'idée de revoir ses amis. La plupart des membres du groupe sont heureux de le voir, même si certains d'entre eux sont amers et jaloux de son récent succès. Alors que toute l'équipe traîne à côté du magasin, ils réfléchissent tous à ce qu’ils veulent faire du reste de leur vie. À la fin de la nuit, Bee-Bee a des problèmes médicaux après avoir bu une bouteille entière d'alcool fort. Buff a couché avec Erica et va à Los Angeles pour tourner un clip de Dreamgirl. Sooze a quitté la ville avec Pony. Tim a été arrêté et libéré, alors que Jeff est réprimandé par Nazeer pour avoir « tout jeté ».

## Fiche technique
- Titre français et original : SubUrbia
- Réalisation : Richard Linklater
- Scénario : Eric Bogosian, d'après sa propre pièce de théâtre
- Photographie : Lee Daniel
- Montage : Sandra Adair
- Décors : Catherine Hardwicke
- Production : Anne Walker-McBay
- Société de production : Castle Rock Entertainment et Detour Filmproduction
- Distribution : Sony Pictures Classics (États-Unis)
- Pays de production :  États-Unis
- Format : Couleurs - 35 mm - 1,85:1 - Dolby
- Genre : comédie dramatique
- Durée : 121 minutes
- Dates de sortie[2] :
  - États-Unis : 11 octobre 1996 (festival de New York)
  - États-Unis : 7 février 1997 (sortie limitée)
- Classification[3] :
  - États-Unis : R

## Distribution
- Jayce Bartok : Pony
- Amie Carey : Sooze
- Nicky Katt : Tim
- Ajay Naidu : Nazeer Choudhury
- Parker Posey : Erica
- Giovanni Ribisi : Jeff
- Samia Shoaib : Pakeesa Choudhury
- Dina Waters : Bee-Bee
- Steve Zahn : Buff
- Kitt Brophy : la mère de Sooze

## Production
Le tournage a lieu d'avril à mai 1996 et se déroule au Texas, notamment à Austin et Taylor.

## Bande originale
Stewart Copeland du groupe The Police compose la musique originale. Le groupe Sonic Youth a également composé des chansons originales.
Liste des titres
1. Unheard Music – Elastica & Stephen Malkmus
2. Bee-Bee's Song – Sonic Youth
3. Bulletproof Cupid – Girls Against Boys
4. Feather in Your Cap – Beck
5. Berry Meditation – UNKLE
6. I'm Not Like Everybody Else – Boss Hog
7. Cult – Skinny Puppy
8. Does Your Hometown Care? – Superchunk
9. Sunday – Sonic Youth
10. Human Cannonball – Butthole Surfers
11. Tabla in Suburbia – Sonic Youth
12. Hot Day – The Flaming Lips
13. Psychic Hearts – Thurston Moore
14. Town Without Pity – Gene Pitney